# Dieter Binninger
Dieter Binninger (* 1938; † 5. März 1991 in Döhren, Oebisfelde-Weferlingen) war ein deutscher Erfinder aus Berlin.

## Leben und Werk

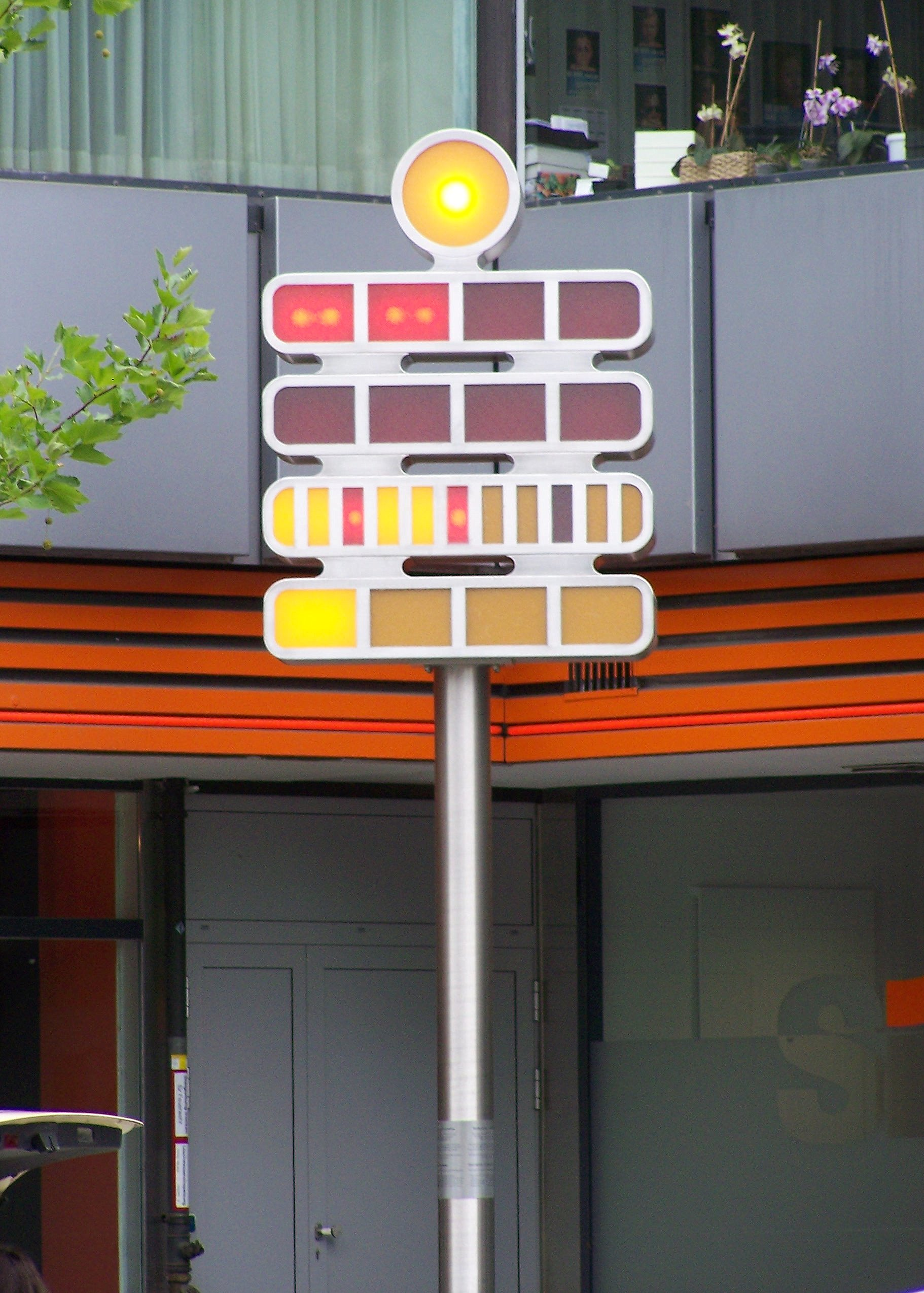
Die Berlin-Uhr ist Binningers wohl bekanntestes Werk.

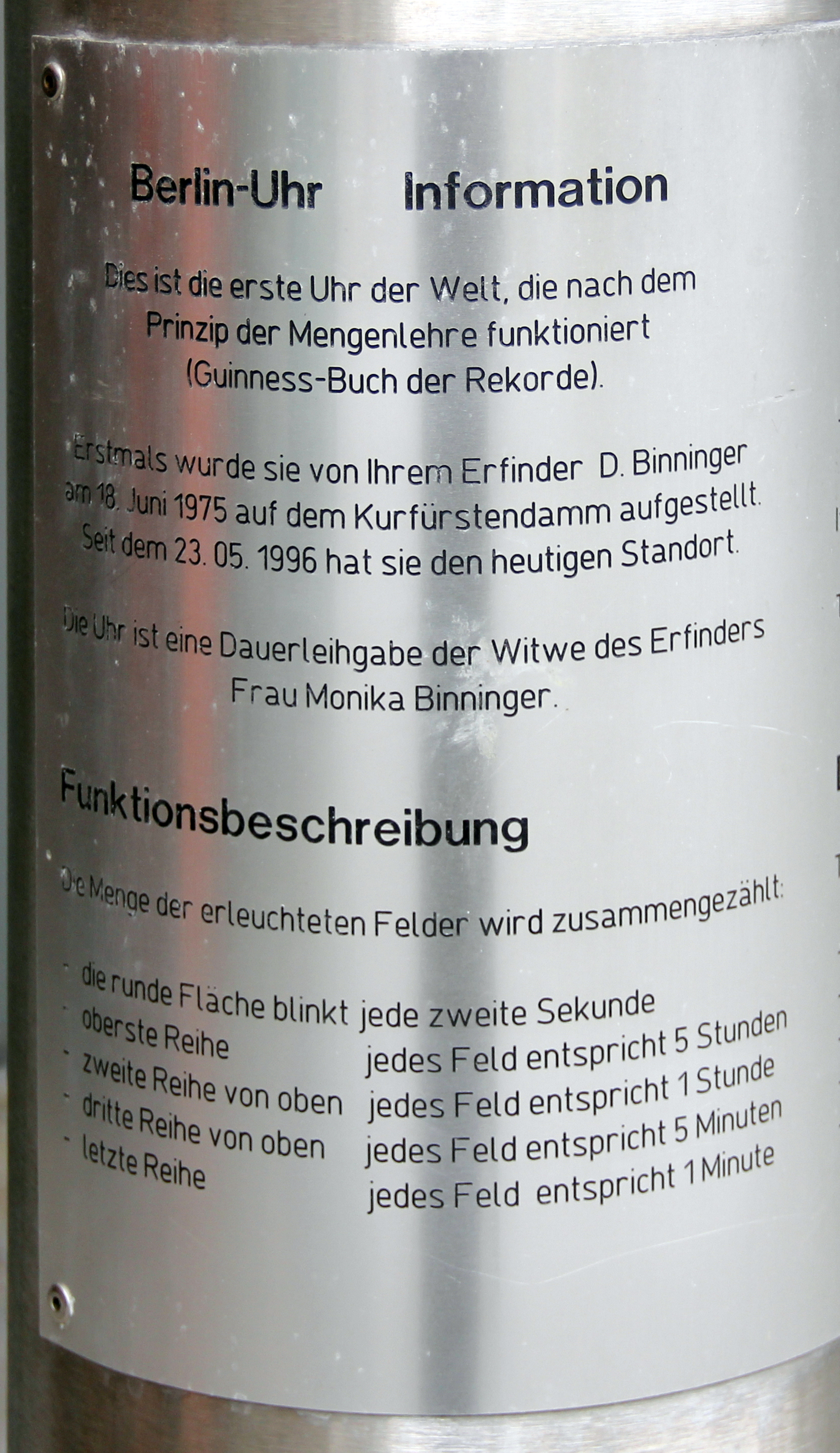
Gedenktafel zur Berlin-Uhr

Binninger war gelernter Uhrmacher und Elektroingenieur der Fachhochschule Bingen. Der Eppertshausener Betreiber des Unternehmens "Videor" wollte mit Armbanduhren, die die Uhrzeit auf der Basis der Mengenlehre anzeigen, die Welt erobern und schenkte den übergroßen Prototyp auch zu Werbezwecken dem Bezirk Charlottenburg. Die Planungen zur Herstellung der Armbanduhren wurden angesichts der Entwicklungskosten für einen Chip in der Größenordnung von 100.000 DM eingestellt. Es wurden 1.973 als Anzeigegerät patentierte Tisch- und Wandmodelle der Berlin-Uhr hergestellt.
Beim Aufstellen der Berlin-Uhr hatte Binninger nicht berücksichtigt, dass die Glühlampen aufgrund von Erschütterungen durch den Straßenverkehr auf dem Kurfürstendamm häufig ausfielen. Da er für den Austausch der Glühlampen verantwortlich war, musste er jedes Mal einen Hubwagen mieten. Insgesamt entstanden so jährliche Kosten von rund 8.000 DM.
Daher sann er über haltbarere Glühlampen nach. Zur wirtschaftlichen Verwertbarkeit, die Voraussetzung für die Gewährung eines Patents ist, erwog er, Sig-Lampen, wie sie in Ampeln verwendet werden, durch normale Glühlampen mit doppelter Nennleistung zu ersetzen und deren Leistung dann herunterzudimmen.  Infolge der nun fehlenden blauen Anteile im Licht trat das Problem auf, dass das einst grüne Männchen einer Fußgängerampel braun leuchtet.  Weit genug herunter gedimmt erwartete er – gemäß Diagramm in seinem Patent – für normale Glühlampen eine Lebensdauer von bis zu 1.000.000 Stunden. Auf der Basis eines Artikels in der Zeitschrift Straßen-Verkehrs-Technik hatte er für einen angestrebten Wechselzyklus von 12 Monaten bei einer geforderten Ausfallrate von 2 Prozent eine theoretisch erforderliche mittlere Lebensdauer der Glühlampen von 150.000 Stunden errechnet.
Für diese Ewigkeitsglühbirne oder auch Langlebensdauerglühlampe versprach er eine Betriebsdauer von 150.000 Stunden.
Am 5. März 1991 starb Binninger beim Absturz eines Privatflugzeugs nördlich von Helmstedt. Sein Sohn und der Pilot der TB10 Tobago kamen dabei ebenfalls ums Leben. Da seine Witwe die Wartungskosten für die Berlin-Uhr nicht mehr aufbringen konnte, wurde diese 1995 am Kurfürstendamm abgebaut. Durch eine Initiative von Geschäftsleuten wurde sie 1996 vor dem Tourist-Information-Center im Berliner Europa-Center in der Budapester Straße wieder aufgestellt.
Im September 1992 meldete die VIDEOR D. Binninger GmbH die Marke vidilum an, unter der im Weiteren Kompaktleuchtstofflampen vermarktet wurden.

## Doku-Drama
- Binningers Birne. Regie und Drehbuch: Andrew Hood. 1997[11]